# إليزابيث راندرز
إليزابيث راندرز (من مواليد 26 سبتمبر 1950) هي عداءة سويدية. شاركت في سباق 4 × 400 متر في دورة الألعاب الأولمبية الصيفية لعام 1972 . 

## روابط خارجية
- إليزابيث راندرز على موقع أوليمبيديا (الإنجليزية)
- إليزابيث راندرز على موقع اللجنة الأولمبية السويدية (السويدية)